# Oecanthus nigricornis
Oecanthus nigricornis är en insektsart som beskrevs av Walker, F. 1869. Oecanthus nigricornis ingår i släktet Oecanthus och familjen syrsor. Inga underarter finns listade i Catalogue of Life.